# David Hasler
David Hasler (ur. 4 maja 1990 w Schaan) – liechtensteiński piłkarz, reprezentant kraju i klubu FC Vaduz, do którego trafił latem 2010 roku. Występuje na pozycji napastnika. W reprezentacji Liechtensteinu zadebiutował w 2008 roku. Dotychczas rozegrał w niej 15 meczów (stan na 15.12.2011).